# Antuco
L'Antuco és un estratovolcà de 2.979 metres a la serralada dels Andes, que es troba a la regió del Biobío, a uns 90 km a l'est de la ciutat xilena de Los Ángeles. El volcà està inclòs dins el Parc Nacional Laguna del Laja.
La primera erupció documentada va tenir lloc el 1624, però se sap que el volcà havia experimentat certa activitat durant el segle XVI. L'erupció de 1624 va ser estromboliana.
La primera ascensió de l'Antuco, feta el 1829 per l'alemany Eduard Poeppig i un traginer xilè anònim, és considerada l'inici del muntanyisme a Xile.